# Florentino Pérez

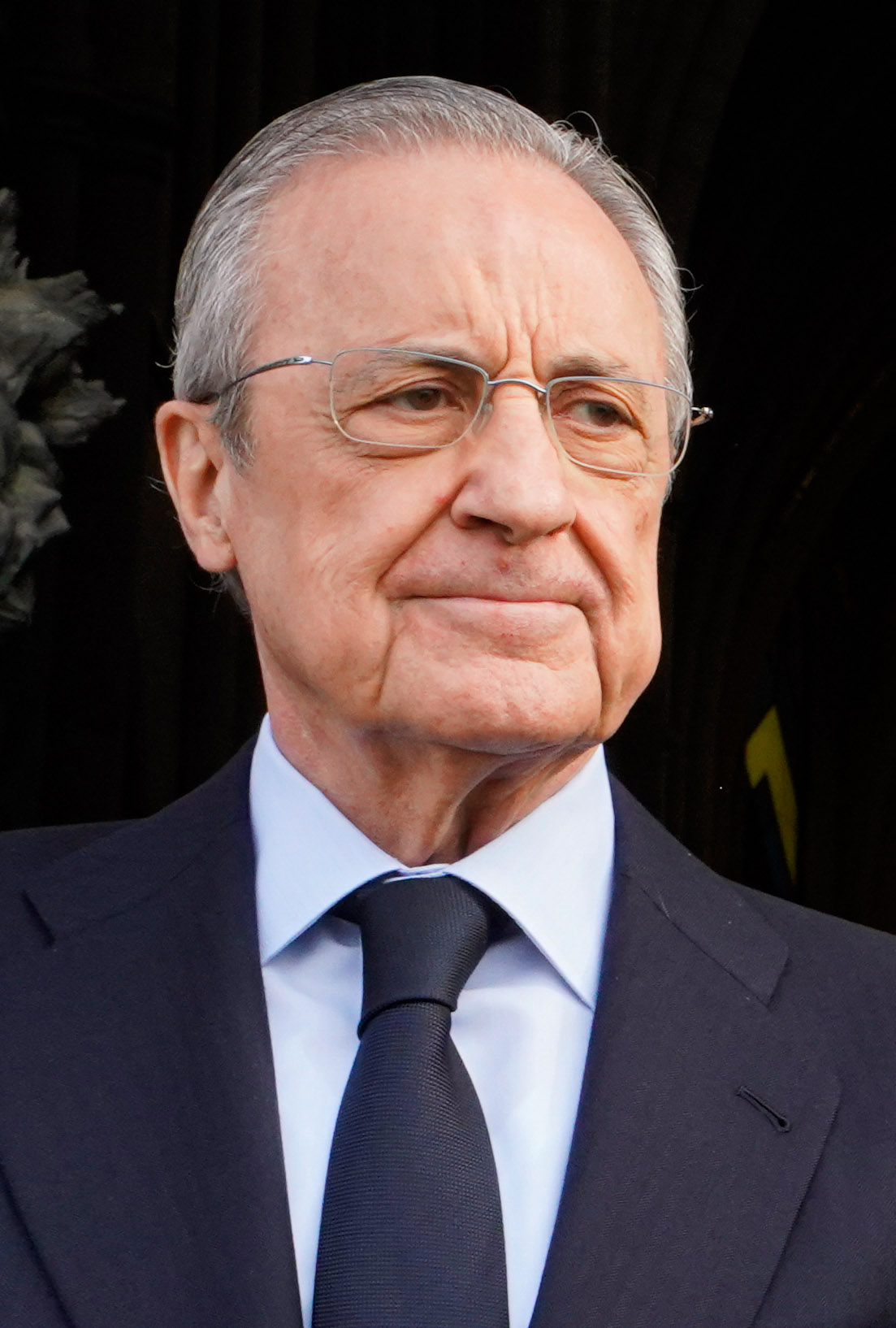
Florentino Pérez (2022)

Florentino Pérez Rodríguez (Hortaleza, 8 maart 1947) is een Spaans ondernemer en de president van Real Madrid.
Hij is de CEO van een van de grootste bouwbedrijven ter wereld Grupo ACS. Zijn vermogen wordt volgens het zakenblad Forbes geschat op 2,8 miljard dollar. 

## Loopbaan
Pérez studeerde civiele techniek aan de Universidad Politécnica de Madrid. Na bestuursfuncties bij verschillende bedrijven, werd hij in 1997 president van de Actividades de Construcción y Servicios. Daarnaast was Pérez politiek actief voor eerst de Unión de Centro Democrático en later de Partido Reformista Democrático.

## Real Madrid

### Eerste periode
In februari 1995 nam Pérez voor de eerste keer deel aan de verkiezingen voor de positie van clubvoorzitter van Real Madrid, maar verloor toen van Ramón Mendoza. In juli 2000 nam Pérez wederom deel aan de verkiezingen voor de positie van clubvoorzitter van Real Madrid als tegenstander van de zittende president Lorenzo Sanz. Hij won vrij verrassend, mede door zijn belofte om de Portugese aanvaller Luís Figo naar de club te halen. Figo was destijds een van de sterspelers van FC Barcelona, de aartsrivaal van Real Madrid, maar zou een voorcontract met Pérez hebben. Na zijn benoeming tot president hield Pérez woord en Figo kwam naar het Estadio Santiago Bernabéu. Daarnaast bedacht Pérez kort na zijn aanstelling een manier om de 300 miljoen euro schulden van Real Madrid weg te werken: het vijftig jaar oud trainingscomplex in het centrum van de stad werd verkocht aan de stad Madrid voor 500 miljoen euro. Figo was de eerste aankoop in het Los Galácticos-beleid (De Buitenaardsen) van Pérez, wat inhield dat jaarlijks minstens één stervoetballer naar Real Madrid zou komen. Na Figo volgden Zinédine Zidane (2001), Ronaldo (2002), David Beckham (2003), Michael Owen (2004) en Robinho (2005). Met de komst van Figo (58,5 miljoen euro) en later Zidane (75,0 miljoen euro) werd het record van duurste transfer verbroken. Hoewel Pérez zijn politiek ook wel omschreef als Zidanes y Pavónes naar Zidane en Francisco Pavón, lag de nadruk meer op de stervoetballers dan op de spelers uit de eigen jeugd. Onder het bewind van Pérez was Real Madrid aanvankelijk succesvol op zowel sportief gebied met twee landstitels (2001, 2003) en de UEFA Champions League (2002) als op financieel gebied met een toegenomen marktwaarde in vooral Oost-Azië. Vanaf 2003 ging het echter minder nadat succescoach Vicente del Bosque moest vertrekken. Pérez trad begin 2006 terug als clubpresident en hij werd opgevolgd door Fernando Martín.

### Tweede periode
In juni 2009 keerde Pérez terug als president van Real Madrid als opvolger van Vicente Boluda. Hij hervatte zijn Los Galácticos-beleid met de aankoop van Kaká voor 68 miljoen euro, Cristiano Ronaldo voor 94 miljoen euro en Karim Benzema voor 35 miljoen euro. Daarnaast gaf Pérez Real Madrid een Spaanser gezicht door Xabi Alonso, Raul Albiol, Álvaro Arbeloa en Esteban Granero te contracteren. In de nazomer van 2013 werd bekend dat Gareth Bale de selectie van Pérez mocht gaan versterken. De transfersom van Bale bedroeg bijna 101 miljoen euro.

## Super League
In april 2021 maakten twaalf Europese topclubs, waaronder Real Madrid, de oprichting van de Europese Super League bekend, een gesloten competitie met enkel topclubs die bovendien losstaan van kwalificatie of degradatie. Los hiervan zou hier erg veel geld mee gemoeid zijn, waaronder een startkapitaal van 3,5 miljard euro, wat leidde tot veel kritiek vanuit de voetbalwereld, o.a. van de FIFA en de UEFA. Pérez, zelf de eerste voorzitter van de nieuwe competitie, counterde deze kritiek. Hij meende dat het nieuwe format sportief aantrekkelijk was en economische hulp zou bieden aan de clubs en de nationale competities, die door de coronacrisis minder inkomsten hadden.Uiteindelijk werd het format aangepast naar een open competitie.
- Biblioteca Nacional de España: XX3478103
- Catàleg d'autoritats de noms i títols de Catalunya: 981058614993106706
- Gemeinsame Normdatei: 1021282081
- International Standard Name Identifier: 0000 0000 4042 938X
- Library of Congress Control Number: n2006089468
- Nationale Bibliotheek van Polen: a0000003625068
- Virtual International Authority File: 24034125
- WorldCat: E39PBJtCDDwp7DdFHTyY7PJVYP